# Volitve rektorja Univerze v Ljubljani 2021
Volitve rektorja Univerze v Ljubljani 2021 so bile volitve rektorja Univerze v Ljubljani za mandatno obdobje 2021-2025. Potekale so v torek, 13. aprila 2021 in prvič na elektronski način, saj epidemija koronavirusne bolezni ni dovoljevala izpeljave volitev v živo. Aktualnega dekana Igorja Papiča, ki se je potegoval za ponovni mandat, so izzvali trije profesorji na ljubljanski univerzi. V drugem krogu, ki je potekal 21. aprila 2021, je zmagal kandidat Gregor Majdič, ki bo funkcijo prevzel 1. oktobra 2021.

## Potek
Člani univerze so bili razdeljeni v tri volilne enote, ki so bile zaradi različne številske zastopanosti različno obtežene:
- visokošolski učitelji/učiteljice, znanstveni delavci/delavke, visokošolski in raziskovalni sodelavci/sodelavke (60 %)
- strokovno-administrativni in tehnični delavci/delavke (20 %)
- študentke in študenti (20 %)

Pred volitvami je bilo na univerzi pripravljenih šest javnih predstavitev oz. soočenj. Volitve so potekale 13. aprila 2021 med 8. in 16. uro. Zaradi omejitev ob epidemiji je bilo glasovanje izpeljano preko spletne platforme simplyvoting.com. Pred samim glasovanjem je bilo nekaj dni možno oddati testni glas. Od štirih kandidatov ni nihče prejel vsaj 50 % glasov, zato sta se tedanji rektor Igor Papič in Gregor Majdič uvrstila v drugi krog, ki je potekal 21. aprila 2021.
V drugem krogu je s 54,9 % glasov zmagal kandidat veterinarske fakultete Gregor Majdič.

## Kandidati
- Igor Lukšič (na predlog Fakultete za družbene vede UL)
- Gregor Majdič, (na predlog z Veterinarske fakultete UL),
- Igor Papič (na predlog Fakultete za elektrotehniko UL in Fakultete za kemijo in kemijsko tehnologijo UL), tedanji rektor
- Anton Ramšak (na predlog Fakultete za matematiko in fiziko UL).

## Rezultati

### Prvi krog
| #  | Kandidat      | Rezultat |
| -- | ------------- | -------- |
| 1. | Igor Papič    | 35,5 %   |
| 2. | Gregor Majdič | 29,7 %   |
|    |               |          |
| 3. | Anton Ramšak  | 26 %     |
| 4. | Igor Lukšič   | 8,8 %    |

### Drugi krog
| #  | Slika                                                                                       | Kandidat      | Rezultat |
| -- | ------------------------------------------------------------------------------------------- | ------------- | -------- |
| 1. |                                                                                             | Gregor Majdič | 54,9 %   |
| 1. | Na predlog z Veterinarske fakultete UL                                                      |               |          |
| 2. |                                                                                             | Igor Papič    | 45,1 %   |
| 2. | Na predlog Fakultete za elektrotehniko UL in Fakultete za kemijo in kemijsko tehnologijo UL |               |          |